# Plitt Theatres
Plitt Theatres était une grande chaîne de cinémas aux États-Unis.
La chaîne était à l'origine une des divisions de United Paramount Theatres, filiale d'exploitation de salles de Paramount Pictures.

## Historique

### 1917-1953: Paramount Pictures

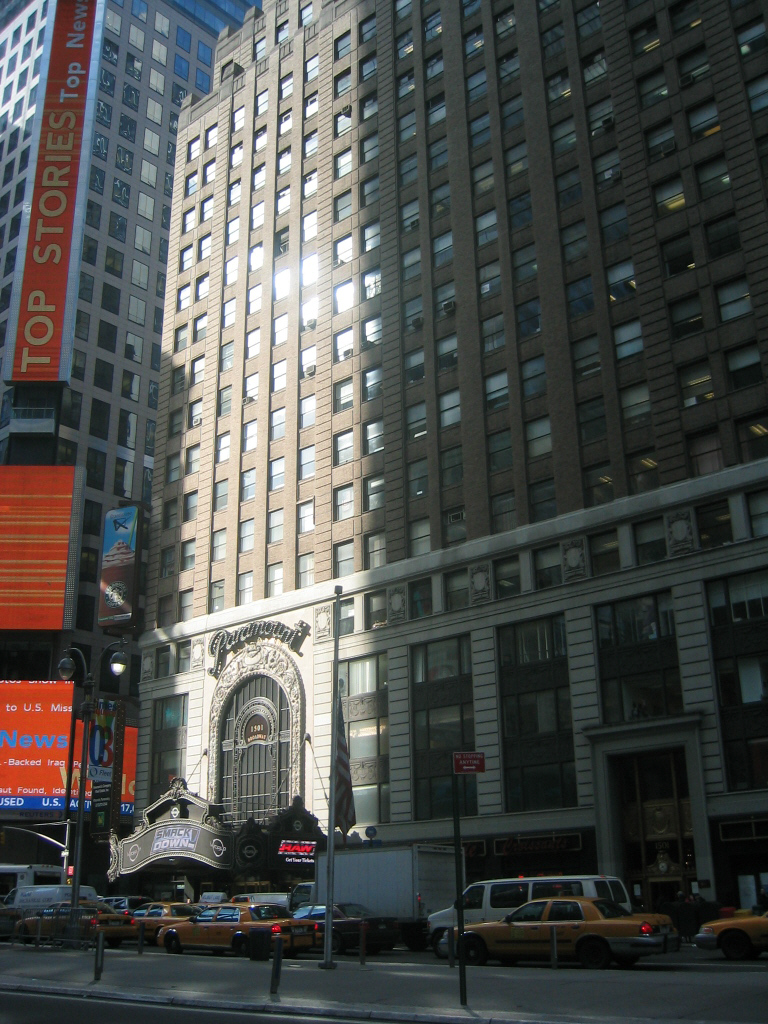
Le Paramount Building (1501 Broadway) a servi de siège social pour United Paramount Theatres.

En 1917, Adolph Zukor cofondateur de Paramount Pictures crée un réseau de salles de cinéma pour concurrencer la First National Pictures, achetant de nombreux petits réseaux.
La Publix Theatres Corporation est fondée en 1925 par la fusion de la Balaban &amp; Katz de Chicago avec la Famous Players-Lasky Corporation. En 1930, la société possède 1210 cinémas aux États-Unis et au Canada avant de changer de nom pour Paramount Publix Corporation.
Début février 1933, Paramount-Publix est placée en redressement judiciaire, sous les ordres des séquestres Adolph Zukor et Charles D. Hilles, suivie d'une faillite volontaire en mars. Le 21 novembre 1934, les trois principaux comités de détenteurs de titres soumettent un plan de redressement par lequel la Paramount Publix fusionne avec Paramount Famous-Players Lasky dans une nouvelle société, la Paramount Pictures. Ce projet profite de la nouvelle loi sur les faillites de l'époque et est approuvé par le juge Alfred C. Coxe en avril 1935.
En 1938, le Gouvernement américain poursuit en justice les majors (Paramount, Metro-Goldwyn-Mayer, 20th Century Fox, RKO Pictures et Warner Bros.) car il considère que ces sociétés, possédant chacune leur structure de production et de diffusion, ne respectent pas le Sherman Antitrust Act (voir United States v. Paramount Pictures).
Le 31 décembre 1949, la société Paramount Pictures est scindée en deux, la production cinématographique d'un coté et une société indépendante pour les salles de cinémas appelée United Paramount Theatres, dirigée par Leonard Goldenson.

### 1953-1974: ABC Theatres
En 1953, UPT fusionne avec l'American Broadcasting Company, fournissant au réseau de télévision d'ABC une source de trésorerie qui lui a permis de survivre et de devenir finalement compétitif.
| Circuit théâtral (en 1955) | état(s)                                                                                 |
| -------------------------- | --------------------------------------------------------------------------------------- |
| Arizona suprême            | Arizona                                                                                 |
| Balaban et Katz            | Illinois                                                                                |
| État de Floride            | Floride                                                                                 |
| Grands États               | Illinois, Indiana, Ohio                                                                 |
| Amusement du Minnesota     | Minnesota, Wisconsin, Dakota du Nord et du Sud                                          |
| Nouvelle-Angleterre        | Massachusetts, Maine, Vermont, Nouveau Hampshire, Connecticut, Rhode Island             |
| Northio                    | Ohio, Kentucky                                                                          |
| Golfe Paramount            | Louisiane, Mississippi, Alabama, Floride, Texas                                         |
| Penn Paramount             | Pennsylvanie                                                                            |
| Tenarken Paramount         | Arkansas, Tennessee, Kentucky                                                           |
| Texas consolidé            | Texas                                                                                   |
| Tri-États                  | Iowa, Nebraska, Illinois, Missouri                                                      |
| Détroit uni                | Michigan                                                                                |
| Wilby Kincey               | Alabama, Géorgie, Caroline du Nord et du Sud, Tennessee, Virginie, Virginie-Occidentale |

En 1965, la société a été rebaptisée American Broadcasting Companies, Inc., et la chaîne de cinéma a été rebaptisée ABC Theatres. En 1965, Samuel H. Clark a été nommé vice-président, opération de non-diffusion des sociétés de radiodiffusion américaines supervisant ABC-Paramount Records, l'édition de musique ABC, les opérations théâtrales, ABC Pictures, ABC Amusements et d'autres activité En mai 1972, ABC a formé le groupe ABC Leisure composé de ses théâtres, de ses opérations d'édition agricole (ABC Farm Publications) et de sa musique (ABC Records), Anchor Records et ABC Records and Tape Sales ainsi qu'une nouvelle division de magasin de disques au détail.

### 1974 -1990: Plitt Theatres
En 1974, la division centre-ouest d'ABC Theater, nommée ABC Great States est revendue à Henry Plitt, qui fonde Plitt Theaters. Henry Plitt est l'ancien président d'ABC Films Syndication et le réseau acheté comprend Balaban & Katz. La transaction de 25 millions d'USD est finalisée le 10 mai 1974 et concerne 123 salles réparties dans deux entités State Theatre et Eau Claire.
Fin 1977, ABC annonce la vente de la division ABC Southern à Plitt Theatres Holding pour 49 millions de dollars, une société créée par Henry Plitt entre-temps associé à Thomas Klutznick, entrepreneur immobilier de Chicago,. La transaction est finalisée le 30 mars 1978 pour 50 millions d'USD. Avec cette vente ABC se désengage de l'exploitation des salles de cinéma.
En 1985, Plitt Theatres et Plitt Theatres Holding appartiennent à Henry G. Plitt (61 %), Thomas J. Klutznick (25 %) et le Roy H. Aaron (14 %). En 1987, Plitt Theatres est vendu pour 135 millions de dollars à un groupe financier comprenait la société canadienne Cineplex Odeon Cinemas (50%), Odyssey Partners et Furman Selz Mager Dietz & Birney Inc,.
En mai 1985, Henry Plitt investit dans Showscan Film Corp. Showscan Film prévoit d'ouvrir  30 salles dans le monde avec le système de projection Showscan.
En mars 1986, Plitt fait une offre de 7,7 millions de dollars pour la société Septum Theatre Circuit, une chaîne de cinémas basée à Atlanta et possédant 78 écrans sur 12 sites avec 3 sites en construction totalisant 16 écrans.

### Depuis 1990: intégré à Cineplex-Odeon
La société renommée Plitt Amusement Co. et basée à Los Angeles propose d'acheter 38 cinémas dans l'Utah, l'Idaho, le Minnesota, l'Oregon et Washington mais en août 1990, l'accord est annulé.
L'ensemble Cineplex-Odeon fusionne avec Loews Cineplex en 1998.
De 2005 à 2006, Loews est en instance de fusion avec AMC Theatres.
En mai 2012, le conglomérat chinois Dalian Wanda Group rachète AMC pour 2,6 milliards de dollars.